# Hårteigen
A Hårteigen Norvégiában, Hordaland megyében található jellegzetes hegy. A Hardangervidda fennsík szinte minden területéről látható, ezért fontos szerepet játszott az utazók számára a tájékozódásban.

## Elnevezése
A Hårteigen elnevezés két szó összeolvadásából jött létre. A név első fele a hár 'szürke' (ónorvég) a második fele pedig zeigen 'mutat' (német) szóból ered.

## Fordítás
- Ez a szócikk részben vagy egészben  a   Hårteigen című angol Wikipédia-szócikk fordításán alapul.  Az eredeti cikk szerkesztőit annak laptörténete sorolja fel. Ez a jelzés csupán a megfogalmazás eredetét és a szerzői jogokat jelzi, nem szolgál a cikkben szereplő információk forrásmegjelöléseként.

## Külső hivatkozások
- Képek az interneten